# Brandstellen
Brandstellen ist ein deutscher Spielfilm der DEFA von Horst E. Brandt aus dem Jahr 1978. Er beruht auf dem gleichnamigen Roman von Franz Josef Degenhardt.

## Handlung
Bruno Kappel ist Chef einer Hamburger Anwaltskanzlei, in der sich auch seine Wohnung befindet. Eines Morgens betritt er sein Büro und sein Mitarbeiter Renner liest ihm aus der Morgenzeitung vor, dass es bei der Festnahme von Terroristen durch die Hamburger Polizei zu einem Schusswechsel kam, an dem die flüchtige, 35-jährige Karin Kunze beteiligt war. Kappel ist deren Anwalt und war früher einmal mit ihr liiert. Jetzt ist sie bereits auf dem Weg aus Hamburg zu einem ihr bekannten Arzt, da sie bei der Schießerei verletzt wurde. Während Kappel sich wegen einer Verhandlung im Gericht befindet, wird er von Staatsanwalt Martin Baller gesucht. Dieser hat ebenfalls die Geschichte in der Zeitung gelesen und möchte nun, dass Kappel sich darum bemüht, Karin zu überzeugen, ins Ausland zu gehen. Auch er kennt sie aus früheren gemeinsamen, revolutionären Tagen des Jahres 1968 in Paris, hat nun Angst, dass er sie bei einer Festnahme anklagen muss und sie dafür seine Vergangenheit zur Sprache bringt. Um ihr die Auslandsreise zu erleichtern, gibt er Kappel eine größere Summe Geld für sie und bittet ihn, diese noch etwas aufzustocken. Nun fährt Bruno Kappel aber erst einmal zur Goldenen Hochzeit seiner Eltern. 
Auf dem Weg dorthin macht er noch Halt bei Dr. Strathmann, da er vermutet, dass sich Karin ihre Verletzung bei ihm behandeln lassen will. Doch sie war schon da und Tom Strathmann, ebenfalls ein ehemaliger Mitkämpfer, hat ihren glatten Durchschuss im Unterarm behandelt. Nun fährt er zu seinen Eltern und trifft dort auf seinen Vetter Stefan, der gerade zum Kriminalhauptmeister befördert wurde. Von ihm hört er, dass die Angelegenheit mit Karin Kunze zu denken gibt, da sie gefunden, aber nicht festgenommen werden soll. Mehr weiß er aber auch nicht, da der Fall der höchsten Geheimhaltungsstufe unterliegt. Tags darauf bekommt Bruno einen Anruf von Dr. Strathmann und beide fahren zu dem Versteck von Karin Kunze, deren Verband gewechselt werden muss. Bruno Kappel versucht Karin zu überzeugen, die Bundesrepublik in Richtung Ausland zu verlassen, was diese aber ablehnt, da der Kampf in Deutschland weitergeführt werden muss. Das Angebot, wieder mit ihm zusammenzuleben, lehnt sie ab: Er wäre nur noch ihr Anwalt. Das hindert sie aber nicht daran, das angebotene Geld trotzdem zu nehmen. Wieder zurück bei den Strathmanns betrinkt er sich, steigt anschließend in sein Auto und will nach Hamburg fahren. Nicht weit gekommen, verliert er die Gewalt über seinen Wagen und baut einen schweren Unfall. 
Als Bruno wieder wach wird, liegt er in der Wohnung des Besitzers der Autoverwertung Ronsdorf und Dr. Strathmann ist ebenfalls da, da er ihm nachgefahren ist. Der Arzt und Herbert Ronsdorf kennen sich aus der Bürgerinitiative zur Erhaltung des Erholungsgebietes Klein Schweden, da dort ein Truppenübungsplatz gebaut werden soll. Herberts Frau war eine spanische Gastarbeiterin und bereits verstorben, die Tochter Maria ist Lehrerin, gegen die zurzeit ein Berufsverbotsverfahren wegen Mitgliedschaft in der DKP läuft. Am Abend findet auf dem Gelände der Autoverwertung ein kleines Fest mit spanischen Verwandten und Freunden statt, anschließend landen Maria und Bruno gemeinsam im Bett. Beide verbringen einige glückliche Tage, bis Maria ihn mit ihrem DKP-Genossen Heinz Spormann bekannt macht, der von Bruno Kappel eine juristische Beratung wegen der Räumung Klein Schwedens erhofft. Doch Bruno wird mit ihm nicht warm und als er am Abend auch noch einen Lichtbildervortrag von Spormann über dessen Reise in die Sowjetunion besucht, der nicht seine Zustimmung findet, streitet er sich mit Maria und reist noch in der Nacht zurück nach Hamburg.
Noch am Abend des nächsten Tages wird er als Chef der Kanzlei zu einer Feier eines Autors eingeladen. Hier trifft er auf den Staatsanwalt Martin Baller, dem er von seinem Treffen mit Karin Kunze erzählt. Baller rät ihm, in Zukunft die Finger von dem Fall zu lassen, da die Angelegenheit ganz hoch angebunden ist. Er hat inzwischen auch mitbekommen, dass sich in der Gruppe um Karin ein V-Mann befindet, weshalb die politische Polizei über jeden ihrer Schritte informiert ist. Auch über den Verlauf der Tage von Brunos Besuch bei seinen Eltern und Maria weiß Martin Baller genau Bescheid. Er erwähnt auch, dass die Protestbewegung um den Erhalt Klein Schwedens zwecklos ist, da die zukünftige Nutzung als NATO-Übungsplatz feststeht. Brunos Neugierde ist nun so groß, dass er umgehend zu seinem Vetter fährt, der ihm den Namen des V-Manns verrät. Es ist ein gewisser Schiebeck.
Nun versucht Bruno, diese Information Karin zu überbringen, um sie zu warnen. Auf der Suche nach ihr fährt er bei Dr. Strathmann vorbei, der aber nichts mehr mit ihr zu tun haben will, seit sie sich mit radikalen Mitteln in den Kampf um die Erhaltung von Klein Schweden einsetzt. Nach Brunos Meinung sind diese Provokationen auf den Spitzel Schiebeck zurückzuführen, der im Auftrag der Polizei für den Grund eines stärkeren Eingreifens sorgen soll, was auch gelingt, denn der Bundesgrenzschutz ist auch schon als Verstärkung zu einer für den Abend angesagten Versammlung unterwegs. Auf dem Weg zur Versammlung trifft er auf Herbert Ronsdorf, der mit seinen Angestellten eine Barrikade auf dem Weg zum Versammlungszelt errichten will, wovon ihm Bruno aber abrät. Als Herbert das nicht akzeptiert und eine Waffe hervorholt, schlägt ihn Bruno zusammen und wirft die Waffe in einen See. Anschließend geht er weiter zum Veranstaltungszelt.
Hier sucht er wieder nach Karin, die aber nicht dort sein soll. Dafür verträgt er sich aber mit Heinz Spormann und auch mit Maria Ronsdorf, während Dr. Strathmann auf der Bühne bekanntgibt, dass der erwartete Innenminister nicht kommen wird, da sein Auto mit Steinen beworfen wurde, was von den Anhängern der Anarchoszene mit Jubel begrüßt wird. Dr. Strathmann ruft aber weiterhin zu einem gewaltfreien Widerstand auf, obwohl bereits Polizeihubschrauber so dicht über dem Zelt fliegen, dass es zusammenzufallen droht. Dann stürmen Polizisten das Zelt und ein Mitglied von Karins Gruppe empfängt sie mit einem Steinwurf, worauf sich einige andere, die anscheinend auf solche Randale nur gewartet haben, anschließen. Die Polizei setzt jetzt Wasserwerfer ein, sodass alle flüchten. Inzwischen brennt das gesamte Camp, was eine Brandbeschleunigung mit Benzin vermuten lässt. Zu den vorläufig Festgenommenen zählen auch Heinz Spormann und Bruno Kappel. Bei der Polizei meldet sich aber auch ein gewisser Schiebeck, der möchte, dass eine bestimmte Nummer angerufen wird. Nach seiner Freilassung landet Bruno wieder bei Maria im Bett und bietet ihr eine Zweierbeziehung auf Dauer an. Das Ergebnis bleibt offen.
Dann erfährt er von Tom Strathmann, dass sich Karin Kunze in einer bestimmten Kneipe aufhalten soll. Umgehend fährt er dorthin, wird von Karin ignoriert und einer aus ihrer Gruppe schickt ihn mit der Begründung wieder weg, dass er nervt. Die Information über den V-Mann in ihrer Gruppe interessiert ihn nicht, sondern wird als eine Erfindung abgetan.

## Produktion
Das Szenarium stammt von Gerhard Bengsch und für die Dramaturgie war Werner Beck zuständig. Als Musikinterpreten wirkten die Gruppe Winni II, Uschi Brüning mit ihrer Gruppe und die  Engerling Blues Band mit. Der Gesang im Zelt stammte von Dieter Süverkrüp, der auch den Text dazu schrieb.
Brandstellen wurde von der Künstlerischen Arbeitsgruppe „Berlin“ auf ORWO-Color gedreht und hatte seine Premiere während der Leipziger Messe am 10. März 1978 im Kino Capitol. Die erste Aufführung in einem Kino der Bundesrepublik fand am 20. Oktober 1978 statt. Die Erstausstrahlung in der DDR erfolgte im 2. Programm des Fernsehens der DDR am 10. November 1979. 

## Kritik
Günter Sobe empfand in der Berliner Zeitung es bisher als schwierig, die Darstellung der bundesdeutschen Wirklichkeit, mit der Aufgabe der Aufdeckung der dortigen sozialen Mechanismen, in den Filmen der DDR künstlerisch wirksam zu zeigen. Diesen Film empfindet er jedoch als einen achtbaren und zu akzeptierenden Versuch.
Der film-dienst bezeichnete die DEFA-Verfilmung des Romans von Franz-Josef Degenhardt Brandstellen als einen Film über die Gewalt der Terror- und Anarcho-Szene der bundesdeutschen 1970er Jahre und die entsprechende Gegengewalt der Ordnungsmächte. Dieser, um Differenzierung bemühte politischen Kriminalfilm, ist kein agitatorisches Lehrstück geworden.